# Victor Ambros
Victor R. Ambros (Hanover, New Hampshire: 1 de diciembre de 1953) es un biólogo del desarrollo estadounidense conocido por descubrir el primer microARN. Sus descubrimientos relativos a miRNA le valieron el Premio Albert Lasker en Investigación Médica Básica en 2012, junto a Gary Ruvkun y David Baulcombe. En 2024 obtuvo el Premio Nobel de Medicina junto a Gary Ruvkun.

## Biografía
Ambros nació en Nuevo Hampshire, Estados Unidos pero se crio en Vermont. Completó sus estudios de doctorado en el Instituto Tecnológico de Massachusetts,(MIT) bajo la supervisión del premio Nobel David Baltimore, doctorándose en 1979 con la tesis:The protein covalently linked to the 5' end of poliovirus RNA. Ambros continuó sus investigaciones en el MIT como becario de postdoctorado en el laboratorio del también premio nobel H. Robert Horvitz. En 1984 se incorporó a la Universidad de Harvard y en 1992 se trasladó al Dartmouth College para finalmente ocupar la cátedra Silverman de Ciencias Naturales en el programa de medicina molecular. En 2024 obtuvo el Premio Nobel de Medicina, junto con Gary Ruvkun.

## Investigación
En 1993, Ambros y sus colaboradores Rosalind Lee y Rhonda Feinbaum informaron en la revista Cell  que habían descubierto moléculas de ARN regulador monocatenario no codificantes de proteínas en el organismo C. elegans . Investigaciones anteriores, incluido el trabajo de Ambros y Horvitz, habían revelado que un gen conocido como lin-4 era importante para el desarrollo larvario normal de C. elegans, un nematodo que a menudo se estudia como organismo modelo. Específicamente, lin-4 era responsable de la represión progresiva de la proteína LIN-14 durante el desarrollo larvario del gusano; los gusanos mutantes deficientes en la función lin-4 tenían niveles persistentemente altos de LIN-14 y mostraban defectos en el momento del desarrollo.
Ambros y sus colegas descubrieron que, inesperadamente, lin-4 no codificaba una proteína reguladora. En cambio, daba lugar a algunas pequeñas moléculas de ARN, de 22 y 61 nucleótidos de longitud, que Ambros llamó lin-4S (corto) y lin-4L (largo). El análisis de secuencias mostró que lin-4S era parte de lin-4L: se predijo que lin-4L formaría una estructura de tallo-bucle, con lin-4S contenido en uno de los brazos, el brazo 5'. Además, Ambros, junto con Gary Ruvkun (Harvard), descubrió que lin-4S era parcialmente complementario a varias secuencias en la región no traducida 3' del ARN mensajero que codifica la proteína LIN-14. Ambros y sus colegas plantearon la hipótesis y más tarde determinaron que lin-4 podría regular LIN-14 a través de la unión de lin-4S a estas secuencias en la transcripción de lin-14 en un tipo de mecanismo de ARN antisentido.
En 2000, el laboratorio de Ruvkun caracterizó otra molécula reguladora de ARN pequeño de C. elegans, let-7, y descubrió que estaba conservada en muchas especies, incluidos los vertebrados. Estos descubrimientos, entre otros, confirmaron que Ambros había descubierto de hecho una clase de ARN pequeños con funciones conservadas, ahora conocidos como microARN.
Ambros fue elegido miembro de la Academia Nacional de Ciencias de los Estados Unidos en 2007. Fue elegido miembro de la Academia Estadounidense de Artes y Ciencias en 2011. En 2024 compartió el Premio Nobel de Fisiología y Medicina con Gary Ruvkun "por el descubrimiento del microARN y su papel en la regulación genética postranscripcional". 

## Galardones
- 2002: Newcomb Cleveland Prize de la American Association for the Advancement of Science al artículo científico más destacado publicado Science (co-compartido con los laboratorios de David P. Bartel y Thomas Tuschl)[13]
- 2005: Premio Lewis S. Rosenstiel al trabajo distinguido en la investigación médica de la Universidad Brandeis (compartido con Craig Mello, Andrew Fire, y Gary Ruvkun).
- 2006: Medalla de la Genetics Society of America por sus excepcionales contribuciones en los últimos 15 años.
- 2008: Gairdner Foundation International Award (compartido).
- 2008: Benjamin Franklin Medal in Life Science of The Franklin Institute (compartido con Gary Ruvkun y David Baulcombe).
- 2008: The Albert Lasker Award for Basic Medical Research (compartido con Gary Ruvkun and David Baulcombe).
- 2008: Massachusetts General Hospital Warren Triennial Prize (compartido con Gary Ruvkun).
- 2009: Dickson Prize de la Universidad de Pittsburgh en medicina.
- 2009: Louisa Gross Horwitz Prize de la Universidad de Columbia (compartido con Gary Ruvkun).
- 2009: Massry Prize de la University of Southern California (compartido con Gary Ruvkun).
- 2012: Dr. Paul Janssen Award for Biomedical Research de Johnson & Johnson (compartido con Gary Ruvkun).
- 2014: Premio Wolf en Medicina
- 2024: Premio Nobel de Medicina (junto a Gary Ruvkun)